# 東天紅 (麻雀)
東天紅（とうてんこう）とは主に関東で行われている三人麻雀のルールのひとつである。かつて赤坂に存在した雀荘「東天紅」から世に広まったルールであるため、店の名に因んで「東天紅ルール」と呼ばれている。

## ルール
- 用いる牌は基本的に一九以外の萬子を除いた27種108枚だが、一五九以外の萬子を除いた28種112枚とするルールもある[1]。
- 萬子と北はガリ（抜きドラ）。
  - 抜きドラ以外のドラは原則として一般的な四人打ちのルールに順するが、筒子・索子の五を常時ドラとするルールや、赤牌を各1枚入れて「黒5牌は1点ガリ、赤5牌は3点ガリ」とするルールもある[2]。
  - 国士無双・小四喜・大四喜・清老頭の場合のみガリを手牌の中で使ってもよい、とするルールもある。その場合、相手がガリを抜いた瞬間にそのガリに対してロンを宣言できる[2]。
- 常に東場。
- チーはできない。
- 点数計算が通常とは異なる。
  - 出アガリは1人分、ツモアガリは2人分の収入。
- 前局の和了者が次局の親になる。
- 親があがれば連荘となり、積み棒を1本増やす。
- 王牌は取り切り（ドラ表示牌の隣の牌までツモりきる）。
- ノーテン罰符は場に10点（1人テンパイなら他2人から5点ずつ）。ただし、流局になることはほとんどない。そのため、ノーテン罰符を重く設定しているルールもある（場に30点など）。また、ノーテン罰符を供託扱いにするルールもある。なお、流局の場合も積み棒を1本増やす。
- フリテンリーチは掛けてもよいが、リーチ後の見逃しはできない[2]。また、オープンリーチは掛けてもよいが、フリテンのオープンリーチはできない[2]。
- 基本的には一局清算だが、持ち点を定めて遊ぶことも多い。その場合は持ち点がゼロになったら終了。
- その他の細目は一般的な四人打ちのルールに準ずる。

## 東天紅の役
三色同順を除くすべての通常役が採用される（萬子の大半を使わないため三色同順は原理的に作ることができない）。加えて、東天紅独自の役が存在する。和了役の単位は「飜」ではなく「点」である。なお、役満は50点として計算する。

### 独自の役
一飜縛りの役には含まない
1点
- 親
- 積み棒
- 門前
- 明槓
- ガリ

2点
- バンバン（場ゾロ）
- 暗槓

4点
- セット（ガリで同種牌を4枚すべて集める。アラシとも言う）

20点
- 鳴きカラス（鳴いている状態でガリを一枚も引かずに和了する）

30点
- 門前カラス（門前の状態でガリを一枚も引かずに和了する）

50点（役満）
- ガリを全て集める
- 流し満貫は役満として扱う

カラスと役満をはじめとして、ルールによって点数が異なっていることがある。また、カラスを門前役とすることもある。
ドラ表示牌にガリがめくれた場合はガリの点数を倍にする「ガリ倍」や、ドラ表示牌に赤牌がめくれた場合はガリの点数を3倍にする「ガリトリ」(ガリトリプル)といったルールもある。
オープンリーチや大車輪など各種ローカル役を採用していることも多いので、事前に確認が必要である。

## 東天紅の得点計算
符計算は行わず、あがり役の点を加算してゆく。
（例）　　リーチツモ　　ガリ   
門前（1点）+立直（1点）+自摸（1点）+白（1点）+混一色（3点）+ガリ3（3点）+バンバン（2点）=12点オールで計24点の得点
バンバンとは場ゾロを意味する。和了が成立した時点で無条件に与えられる。
（例）　　ロン　　　　　　ガリ 
中（1点）+ガリ1（1点）+バンバン（2点）=4点（最低点）
中+バンバンのみの3点が最低のように見えるがそれだとガリなしのカラスになってしまうため、ガリ1の4点が最低得点となる。

## 東天紅が登場する作品
- 押川雲太朗『根こそぎフランケン』
  - 主人公・フランケンが東天紅で大暴れする回がある[3]。劇中には「東天紅」の名称は登場せずただ単にサンマと呼ばれているだけだが、基本ルールはここで解説したものとほぼ同一である。ただし門前のカラスが20点とされている点などいくつか異なる点も見られる。